# ماتيو فيراري (دراجات نارية)
ماتيو فيراري (بالإيطالية: Matteo Ferrari)‏ مواليد 12 فبراير 1997 في تشيزينا، إيطاليا، هو متسابق دراجات نارية إيطالي. نافس في الجائزة الكبرى للدراجات النارية في فئة موتو 3 وبدأ فيها سنة 2013.

## النتائج

### حسب الموسم
| الموسم | الفئة  | الدراجة        | السباق | الفوز | المنصة | الإنطلاق | أسرع لفة | النقاط | الترتيب |
| ------ | ------ | -------------- | ------ | ----- | ------ | -------- | -------- | ------ | ------- |
| 2013   | موتو 3 | إف تي آر هوندا | 16     | 0     | 0      | 0        | 0        | 2      | 27      |
| 2014   | موتو 3 | ماهيندرا       | 18     | 0     | 0      | 0        | 0        | 12     | 22      |
| 2015   | موتو 3 | ماهيندرا       | 13     | 0     | 0      | 0        | 0        | 1      | 33      |
| إجمالي |        |                | 47     | 0     | 0      | 0        | 0        | 15     |         |

### السباقات حسب السنة
| السنة | الفئة  | الدراجة        | 1        | 2               | 3              | 4          | 5            | 6           | 7           | 8          | 9          | 10           | 11          | 12              | 13              | 14           | 15            | 16           | 17           | 18        | مركز | النقاط |
| ----- | ------ | -------------- | -------- | --------------- | -------------- | ---------- | ------------ | ----------- | ----------- | ---------- | ---------- | ------------ | ----------- | --------------- | --------------- | ------------ | ------------- | ------------ | ------------ | --------- | ---- | ------ |
| 2013  | موتو 3 | إف تي آر هوندا | قطر 24   | الأمريكتان 19   | إسبانيا 21     | فرنسا 17   | إيطاليا ل.ين | كتالونيا 24 | هولندا 27   | ألمانيا 20 | إنديانا 15 | تشيك 20      | بريطانيا 17 | سان مارينو ل.ين | أرغون ل.ين      | ماليزيا ل.ين | أستراليا ل.يب | اليابان ل.ين | بلنسية 15    |           | 27   | 2      |
| 2014  | موتو 3 | ماهيندرا       | قطر ل.ين | الأمريكتان ل.ين | الأرجنتين ل.ين | إسبانيا 25 | فرنسا 21     | إيطاليا 14  | كتالونيا 21 | هولندا 13  | ألمانيا 9  | إنديانا ل.ين | تشيك 20     | بريطانيا 24     | سان مارينو ل.ين | أرغون ل.ين   | اليابان 24    | أستراليا 24  | ماليزيا ل.ين | بلنسية 25 | 22   | 12     |
| 2015  | موتو 3 | ماهيندرا       | قطر 21   | الأمريكتان 15   | الأرجنتين 21   | إسبانيا 18 | فرنسا ل.ين   | إيطاليا 24  | كتالونيا 21 | هولندا 24  | ألمانيا 25 | إنديانا 29   | تشيك 21     | بريطانيا ل.ين   | سان مارينو 23   | أرغون        | اليابان       | أستراليا     | ماليزيا      | بلنسية    | 33   | 1      |

## روابط خارجية
- ماتيو فيراري على موقع MotoGP.com (الإنجليزية)
- ماتيو فيراري على موقع WorldSBK.com (الإنجليزية)
- ماتيو فيراري على موقع CONI honoured athlete website (الإيطالية)
- ماتيو فيراري على موقع AS.com (الإسبانية)